# Ti amo o ti ammazzo
Ti amo o ti ammazzo è un singolo del rapper italiano J-Ax, pubblicato l'8 settembre 2006 come primo estratto dal primo album in studio Di sana pianta.
Il brano è stato inciso anche in lingua spagnola, dal titolo Te amo o te mato ed inserito nel CD singolo di Piccoli per sempre.

## Tracce
CD promozionale (Italia), download digitale (Canada)
1. Ti amo o ti ammazzo – 3:39

## Classifiche
| Classifica (2006) | Posizione massima |
| ----------------- | ----------------- |
| Italia            | 15                |